# Hyptiastis clematias
Hyptiastis clematias är en fjärilsart som beskrevs av Edward Meyrick 1911. Hyptiastis clematias ingår i släktet Hyptiastis och familjen Lecithoceridae. Inga underarter finns listade i Catalogue of Life.